# تنظيم الأسرة الطبيعي
يشمل تنظيم الأسرة الطبيعي «إن إف بّي» أساليب تنظيم الأسرة المُعتمدة من قبل الكنيسة الكاثوليكية وبعض الطوائف البروستناتنية لتحقيق الحمل أو تأجيله أو منعه.
ووفقا لتعاليم الكنيسة الكاثوليكية بخصوص السلوك الجنسي، يستبعد تنظيم الأسرة الطبيعي استخدام وسائل أخرى لتحديد النسل، والتي يشار إليها بوسائل منع الحمل الصناعية.
وتعتبر الكنيسة الامتناع عن ممارسة الجنس بشكل دوري لتجنب حدوث الحمل أو تأجيله لأسباب عادلة سلوكًا أخلاقيًا. فعندما تُستخدم هذه الوسائل لتجنب الحمل يستطيع الزوجان أن يمارسا الجماع في الفترة غير المخصبة التي تحدث طبيعيا للمرأة أثناء دورة التبويض.
هناك طرق مختلفة لمعرفة احتمالية إخصاب المرأة، تفيد هذه المعلومات في عملية منع الحمل أو تحقيقه.
قد تتنوع الفاعلية بشكل كبير اعتمادًا على الطرق المستخدمة، خاصة عند تدريب من يستخدمها بشكل صحيح، ومدى التزامه بالبرتوكول.
يمكن أن يحدث الحمل بنسبة 1–25% سنوياً عند المعتمدين على تغير الأعراض وفق التقويم الشهري، وهذا التنوع في النسبة يختلف حسب الطريقة المستخدمة ومدى الدقة في تطبيقها.
إذا طُبقت طرق منع الحمل بشكل مثالي، قد تهبط معدلات حدوث الحمل إلى أقل من 1% في السنة، وإذا طُبقت بشكل ناقص، قد ترتفع النسبة إلى 25%.
أُجريت أكبر دراسة عن تنظيم الأسرة الطبيعي على 19.843 امرأة في كلكتا في الهند، كانت 25% منهن هنديات، 27% مسلمات، 21% مسيحيات. كان معدل الحمل المفاجئ هو 0.2 حملًا لكل 100 امرأة من مستخدمات وسائل منع الحمل سنويًا.
أظهر تنظيم الأسرة الطبيعي ضعفًا شديدًا ونتائج متناقضةً في التحديد المسبق لجنس المولود، باستثناء الدراسة النيجيرية التي خالفت كل الموجودات الأخرى. وبسبب هذه النتائج الاستثنائية، يجب إعادة إجراء دراسة مستقلة على مجموعة سكانية أخرى.

## التاريخ

### قبل القرن العشرين
في التاريخ القديم، وقف بعض الكتاب المسيحيين ضد منع الولادة، وسمح بعضهم به. من المحتمل أن كتابات المسيحيين الأولى حول الامتناع الدوري عن ممارسة الجنس كانت بقلم إكليمندس الإسكندري. كتب إكليمندس: «فلندع معلمنا (المسيح) يزرع فينا الحياء من كلمة حزقيال: ابتعدوا عن الزنا (سفر حزقيال. 43;9). لماذا حتى الوحش غير العاقل يعرف ما يكفيه كي يمتنع عن الجماع بعض الأحيان. فالانغماس في العلاقات دون نية الحصول على ذرية هو انتهاك لحرمة الطبيعة، وهي التي يجب أن تكون مرشدتنا».
في عام 388 للميلاد، كتب القديس أوغسطينوس ضد المانويين (مذهب ديني قديم يعمل بمبدأ النور والظلمة): «ألستم أنتم من اعتاد استشارتنا لنراقب قدر الإمكان الأوقات التي يحتمل أن تحمل فيها المرأة بعد تطهيرها (تبقى المرأة غير طاهرة بعد ولادتها لمدة أسبوع إن كان المولود ذكرًا ولمدة أسبوعين إن كانت أنثى، وبعدها تغطس جسمها في الماء لتطهر نفسها) وأن تمتنع عن المعاشرة في ذلك الوقت...؟».
آمن المنويون (المجموعة التي كتب عنها الأب القديس أوغسطينوس واعتبرهم زنادقة) بأنه من غير الأخلاقي تكوين أي طفل، وبالتالي (تبعًا لنظام إيمانهم) حصر الأرواح في أجساد فانية. أدان أوغسطينوس هذه الجماعة بسبب استخدامهم الامتناع الجنسي الدوري خلال فترات الإخصاب: «من هذا نستنتج أنكم تعتبرون الزواج لا يهدف إلى إنجاب الأطفال، بل فقط لإشباع الرغبة».
نحو سنة 401، كتب القديس أوغسطينوس أطروحة «من خير الزواج» والذي أكد فيها أن الزوجين لديهما حرية ممارسة الجنس دون أن ينوي أحدهما الإنجاب: «بينما الممارسة الطبيعية، حين تحدث دون وجود ميثاق زواج، وبالتالي، بعيدًا عن ضرورة الإنجاب، يمكن غفرانها في حال كانت مع الزوجة، ولكن ليس مع بائعة هوى، وما هو ضد الطبيعة ملعون حين يحصل مع بائعة هوى، وأكثر لعنةً في حال حدوثه مع زوجة».
كتب القديس توما الأكويني في أطروحته ملخص ضد الوثنيين: «منذ أن أصبح واضحًا أن كل قذف للمني لا يأتي بخير على الرجل، ويحدث بطريقة يكون التكاثر فيها مستحيلًا، وإذا كان هذا الأمر مقصودًا، فهو خطيئةٌ بالتأكيد، وأعني الطريقة التي يكون التكاثر فيها مستحيلًا بنفسه مثل كل قذف للمني دون اندماج طبيعي بين الذكر والأنثى، ولهذا السبب تدعى هذه الأخطاء أخطاء ضد الطبيعة، لكن إذا حدثت من قبيل الصدفة ولم يتكون النسل بعد قذف المني، لا يحتسب هذا التصرف مضادًا للطبيعة، ولا يُعد خطأً، وحالة المرأة العاقر مثال على ذلك».
في الكنيسة الكاثوليكية، أصدر مجلس ترينت بيانًا ينص على أنه «إذا قال أي شخص أن الكنيسة تخطئ في إعلانها وجوب الفصل بين الزوج والزوجة لأسباب عديدة، فيما يتعلق بالسرير أو المعاشرة، لفترة محددة أو غير محددة، فهو شخص ملعون».
عارض الإصلاحيون البروتستانت أمثال مارتن لوثر وجون كالفن تنظيم النسل غير الطبيعي. بعد عدة قرون، قال جون ويزلي، قائد الحركة الميثودية، أن تنظيم النسل غير الطبيعي قد يدمر روح الشخص.
إذا امتلك المانويون فكرة دقيقة عن الفترة المخصبة من الدورة الطمثية، إذ ماتت هذه المعرفة معهم. لم تظهر المحاولات اللاحقة الموثقة لمنع الحمل عن طريق الامتناع الدوري عن ممارسة الجنس حتى منتصف القرن التاسع عشر، إذ تطورت العديد من الطرائق المعتمدة على التقويم من قبل «قلة من المفكرين العلمانيين».
سجلت الكنيسة الرومانية أول اعتراف رسمي بالامتناع الدوري عن ممارسة الجنس عام 1835، حيث صدر قرارٌ من السجن المقدس التابع للكنيسة عن هذا الموضوع.
نص القرار الموزع على كهنة الاعتراف بأن الأزواج الذين بدؤوا بأنفسهم بممارسة الامتناع الدوري عن ممارسة الجنس -إذا كانت لديهم أسباب جدية- لم يخطئوا بفعل ذلك.
في عام 1880، أعاد السجن المقدس التابع للكنيسة تأكيد قراره الصادر عام 1853، بل ذهب إلى أبعد من ذلك بقليل. يقترح القرار الجديد أنه في حال كان الزوجان يستخدمان طرق تحديد النسل الصنعي مسبقًا ولم يمكن ثنيهما عن إيقاف محاولات تنظيم الولادة، يمكن أن يعلمهم كاهن الاعتراف الامتناع الدوري عن ممارسة الجنس بشكل أخلاقي.

### بدايات القرن العشرين
في عام 1905، أظهر ثيودور هندريك فان دي فيلدي، طبيب النساء الهولندي، أن الإباضة تحدث عند المرأة مرة واحدة خلال الدورة الطمثية. في عشرينيات القرن العشرين، عمل كل من كيوساكو أوغينو طبيب النساء الياباني، وهيرمان ناوس، من أستراليا، بشكل مستقل عن بعضهما، وكل منهما اكتشف أن الإباضة تحدث قبل نحو 14 يوم من الدورة الطمثية التالية. استغل أوغينو اكتشافه لتطوير صيغة استخدام تساعد المرأة العقيمة على توقيت الجماع لتحسين فرص الحمل.
في عام 1930، استخدم جون سمودلر، الطبيب الروماني الكاثوليكي من هولندا، اكتشافات ناوس وأوغينو لإنشاء طريقة الإيقاع. نشر سمودلر عمله مع المنظمة الرومانية الكاثوليكية الطبية الهولندية، وكانت تلك طريقة رسمية تطورت في العقود اللاحقة.
استمر الإنجاب كوظيفة أساسيةً للجماع، ومنح منشور الكنيسة الكاثوليكية في ديسمبر عام 1930 الصادر من قبل البابا بيوس السادس اعترافًا بالهدف الثانوي التوحدي للعلاقة الجنسية. نص هذا المنشور على عدم وجود عيب أخلاقي مرتبط بالجماع الزوجي في الأوقات التي «لا يمكن أن تثمر فيها حياة جديدة». يشير هذا بشكل أساسي إلى الحالات التي يحصل فيها حمل حالي أو انقطاع دورة طمثية. في عام 1932، نشر طبيب كاثوليكي كتابًا بعنوان إيقاع العقم والخصوبة عند المرأة واصفًا الطريقة، وظهرت أيضًا أول عيادة تستخدم طريقة الإيقاع في ثلاثينيات القرن العشرين (أوجدها جون روك) لتعليم هذه الطريقة للأزواج الكاثوليكيين. خلال هذا العقد طور الكاهن وليام هيلبراند، الكاهن الكاثوليكي في ألمانيا، نظامًا لتجنب الحمل اعتمادًا على حرارة الجسم القاعدية.